# Socrates II

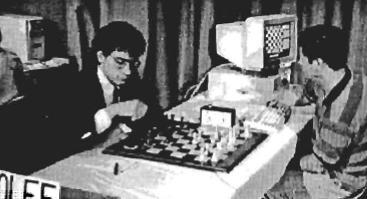
Patrick Wolff et Don Dailey durant la Harvard Cup 1992.

Socrates II est un programme d'échecs qui, en 1993, a remporté le 23e Championnat nord-américain des ordinateurs d'échecs (NACCC). Il fonctionnait sur un PC IBM. Ce fut la première et la seule fois qu'un programme fonctionnant sur un micro-ordinateur a remporté cet événement, terminant devant les précédents gagnants du concours Deep Thought et HiTech. Les auteurs du programme, Don Dailey et Larry Kaufman, ont renouvelé leur collaboration vingt ans plus tard pour créer le moteur d'échecs Komodo.